# Robert Kurka
Robert Kurka, ameriški skladatelj, * 21. december 1921, Cicero, Illinois, ZDA, † 12. december 1957, New York.
Njegovo najbolj znano delo je opera Dobri vojak Švejk, ki je bila krstno uprizorjena 23. aprila 1958 v New Yorku. Na Slovenskem je bila premierno uprizorjena leta 1970 v Mariboru.